# Hans van Breukelen
Johannes Franciscus "Hans" van Breukelen, född 4 oktober 1956 i Utrecht, Nederländerna, fotbollsspelare.
Hans van Breukelen var målvakt i PSV Eindhoven och holländska landslaget under 1980-talet, känd som en straffsparksspecialist. Han gjorde proffsdebut för FC Utrecht i mars 1977 och etablerade sig som förstemålvakt säsongen 1978/79. Det gick så bra att han fick göra landslagsdebut mot Västtyskland i oktober 1980. Knappt två år senare, i september 1982, värvades han av engelska Nottingham Forest för 200 000 pund för att ersätta Peter Shilton. Säsongen började bra för van Breukelen, som bland annat höll nollan i debuten, innan en skada stoppade honom från spel i nästan fyra månader. Han var tillbaka i spel i slutet av mars och Nottingham Forest gick obesegrade de sista nio ligamatcherna, vilket gjorde att man säkrade en plats i Uefa Europa League. Säsongen 1983/84 spelade van Breukelen 36 av 42 ligamatcher, och hjälpte klubben till en tredjeplats, sex poäng efter Liverpool. I UEFA-cupen tog sig laget till semifinal, där man förlorade mot Anderlecht.
Efter bara två säsonger i England flyttade van Breukelen sommaren 1984 tillbaka till Nederländerna och skrev på för PSV Eindhoven. Med PSV blev han holländsk ligamästare fyra år i rad 1986–1989. 1988 var ett stort år för van Breukelen. Förutom att ta sin tredje raka ligatitel, segrade man även i Europacupen. I Europacupfinalen mot Benfica blev han matchhjälte genom att rädda en straff i straffsparksläggningen. Dessutom var han med om att föra nederländska landslaget till dess första EM-guld efter att ha besegrat Sovjetunionen med 2–0 i finalen.
Van Breukelen var med i ytterligare två stora mästerskap med landslaget. I VM i Italien 1990 åkte man ut mot de blivande världsmästarna Västtyskland i åttondelsfinalen, och i EM i Sverige 1992 förlorade man i semifinalen mot Danmark efter straffsparksläggning. Detta var hans 73:e och sista landskamp. Med PSV tog han två ligatitlar 1991 och 1992, men i Europaspelet gick det inget vidare. Man kom sist i sin Champions League-grupp säsongen 1992/93, då man mötte AC Milan, IFK Göteborg och FC Porto. Hans van Breukelen avslutade sin karriär efter säsongen 1993/94.